# 동인 서클

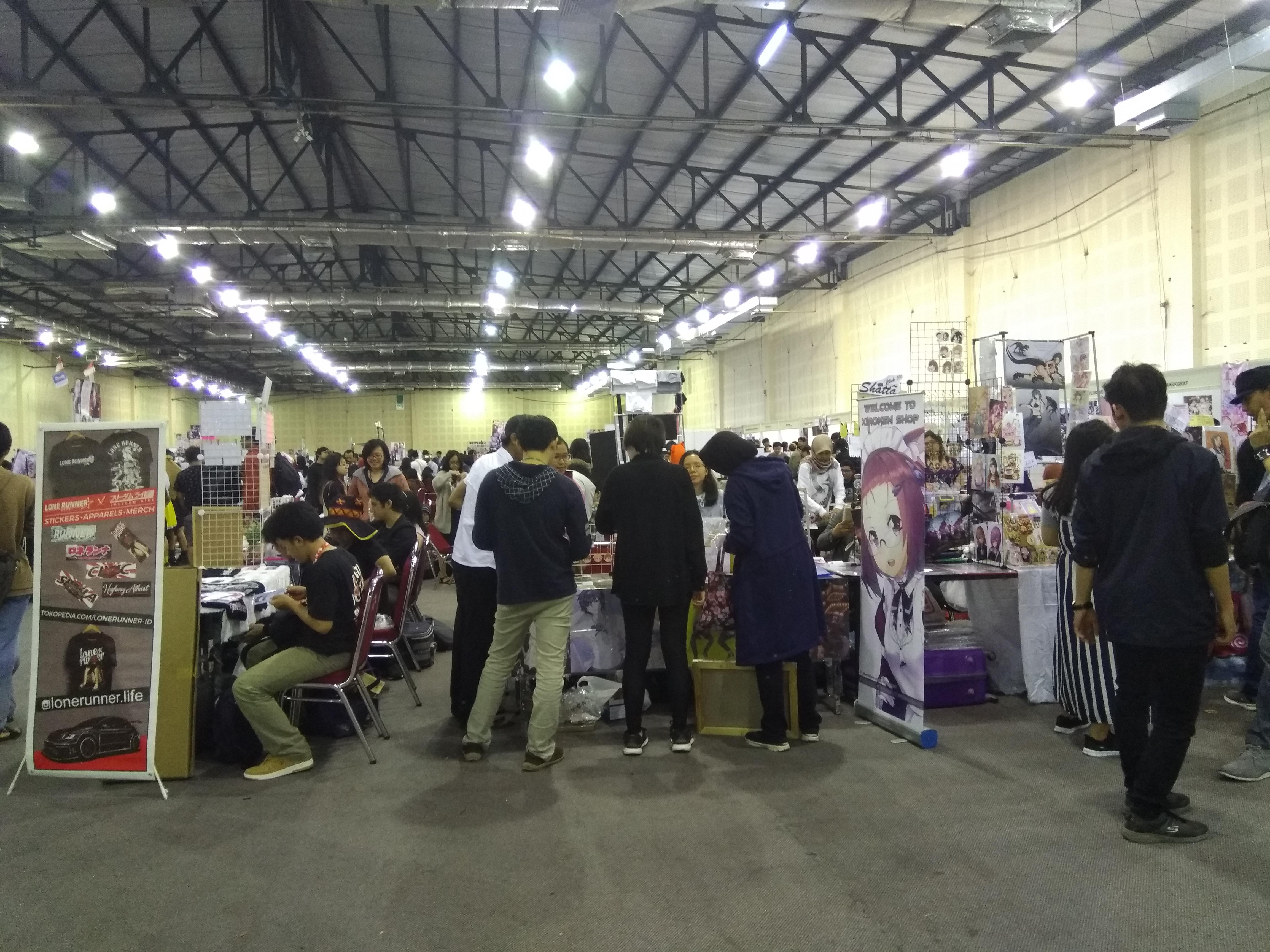

동인 서클（同人サークル)은 일본에서 취미가 비슷한 사람들에 의해 결성된 서클(조직・단체)을 가리키는 것이다. 동인조직이라고도 한다. 혼자서 활동하고 있는 -구성원이 1명인- 동인 서클은 따로 개인서클이라고 부른다. 하이쿠・센류・와카・단가같은, 일본의 고전시 서클은 결사라고 칭하는 경우가 많다.
본래에는, 문화적인 창작활동을 하는 사람들이 모여서 작품을 공개해 의견을 교환하는 회원제의 '장소'를 지칭하는 말이었다. 하지만 코믹마켓을 대표하는 동인지 즉매회가 각지에서 개최하여 그 존재를 일반인들에게 알기 쉽게 하기 위해 사용하면서, 동인 서클은 '동인지 즉매회에서 작품을 발매하고 있는 각 단체'라는 의미로 자리잡았다.

## 조직형태
일본에서는 결사의 자유가 보장되어 있기 때문에, 동인 서클은 법적 보호를 받는다. 그 자리에서 결성할 수 있기 때문에 극히 일부를 제외하고 대부분 법인이 존재하지 않는 임의단체이다.

### 개인 서클
만화・애니메이션・게임 관련 동인지나 동인지 즉매회의 세계에서는 개인 서클이라고 불리는 '개인이 창작활동을 하고 있는 서클'이 존재한다.'개인단체'라고도 한다. 모순적인 의미를 가진 이 단어는 '작품을 발표・출품하는 경우의 참가는 서클단위로 받습니다.'라고 하는 대부분의 동인지 즉매회가 사용하고 있는 규칙에서 생겨난 것이라고 말한다. 동인지 즉매회에서 작품을 발표하려는 시기에, 만약 자기 혼자서 창작활동을 하고 있던 경우라고 할지라도, 명목상 '서클'이라고 하는 단체를 만들어 둘 필요가 있다.
이 '서클 단위로 참가'라는 룰은 '동인지는 단체가 발행한다'는 것이 어느정도 상식적이었던 동인지 즉매회를 발상하던 당시(1970년대 전반)의 상황에서 만들어진 것이다. 당시 동인지 발행의 주체는 그 대부분이 대학교의 만화연구회를 중심으로한 부활동계열의 단체, 특정 작품이나 만화가・작가를 대상으로한 팬 서클(팬 클럽)같은 것으로 한정되어 있어서, 그 이외의 참가를 고려할 필요가 없었기 때문이다.
그러나 동인지 즉매회의 발상과 그 뒤의 증가로 인해 발표할 장소가 늘게 되었고, 1장에 10엔한도의 PPC복사 서비스나 동인지를 대상으로한 비교적 안전한 오프셋 인쇄를 맡는 업자가 등장하면서 '단체가 아니라도 동인지를 발행・배포하기 쉬운' 상황이 되었다. 또, 개인에 의한 동인지 발행에는 '내용의 방향성이나 원고의 마감같은 것에 의해 다른 멤버와 행동을 맞춘다'는 집단에서의 활동에 있어서 종종 발생하는 불화같은 것도 존재하지 않기 때문에 개인으로 활동하는 사람이 늘고 있다.

## 활동형태
동인지의 내용은 소설・시・단가・하이쿠・만화・애니메이션・게임・예능・평론같이 여러갈래로 나타난다. 거기다 창작에 관해서는 크게 오리지널과 2차 창작물로 나누고 있다.
제작된 창작물은 코믹 마켓같은 동인지 즉매회에서 배포하거나, 동인 상점에 위탁하여 배포하는 경우가 많다. 다만 이 쪽의 방법을 사용하는 것은 만화・애니메이션・게임같은 동인지가 중심으로, 동인 상점에서 취급하는 것은 보통 그런 것들로 한정되어 있다. 그 이외의 동인지는 동인 사이에서 개인적으로 연락을 취해서 입수하거나,'문학계'(2008년 11월 호를 마지막으로 절판되었지만,'미타문학(三田文學)'이 이어가고 있다),'주간문학인'같은 문화잡지・신문에서 소개되고 있는 것을 찾아서 직접 문의하여 입수할 수 있다.(간혹 지방의 동인지같은 것을 취급하는 서점도 있다.). 하이쿠・와카같은 것의 '결사'는 대개 불특정다수에게 배포하는 것을 상정하지 않으며, 동인 이외로 배포하지 않는 경우가 많다. 이 경우 동인지의 구입은 '결사'에 가입하는 것이 전제되어 있다. (반대로, 만화・애니메이션・게임같은 서클이 비슷한 배포형태를 취하고 있는 경우에는 '회원제서클'이라고 구분하여 부른다.)
더군다나 정치 단체같은 곳에서도 출발점이 동인 서클이었던 단체가 존재하며, 동인 서클로서 정치활동을 해나가는 단체도 존재한다. 하지만 정지단체나 종교 단체같은 것이 무해하다고 가장하기 위해, 동인 서클이나 학생 클럽 등을 방패역으로 세워두고 정체를 숨기기도 한다. 그런 종류의 서클은 위장 서클이라고 부른다. 이것과 비교해서 단순히 실체가 없는 서클(주로 동인지 즉매회의 서클 입장권을 얻기 위해서 이용하고 있다.)은 더미 서클이라고 부르는 경우가 많다.

## 같이 보기
- 동인 - 동인지
- 더미 서클
- 위장 서클
- 클럽 활동（학생 서클에 관련해서 해설되어있다）
- 결사 - 결사의 자유